# Niederschlagswassergebühr
Die Niederschlagswassergebühr (auch Niederschlagswasserentgelt) ist eine Gebühr für die Entsorgung von Regenwasser, das über bebaute oder versiegelte Flächen in die Kanalisation gelangt. Das gilt sowohl für überkommene Mischkanalisation wie für getrennte Führung von Regenwasser und Abwasser.
Sowohl Privathaushalte als auch Unternehmen müssen diese Gebühr abführen, sofern ihre befestigten Grundstücke an die Kanalisation angeschlossen und die Erhebung der Gebühren in einer Satzung festgelegt sind. Die Kosten für das Ableiten des Oberflächenwassers auf öffentlichen Straßen muss der jeweilige Träger (Gemeinde, Landkreis, Land, Bund) bezahlen. Die Niederschlagswassergebühr ist ein Teil der gesplitteten Abwassergebühr.

## Berechnungsgrundlage
Die Niederschlagswassergebühr berechnet sich über die Größe der befestigten Fläche und der wasserundurchlässigen (versiegelten) Fläche eines Grundstücks. Hierzu zählen zum Beispiel Parkplätze von Gewerbebetrieben und Einkaufsmärkten. Die Gebühren für Privathaushalte werden meist anhand der bebauten Grundstücksfläche, der Größe des Daches und der wasserundurchlässigen Beläge berechnet. Um Bodenbeläge zu berücksichtigen, über die das Regenwasser teilweise in das Grundwasser sickert und nicht vollständig in die Kanalisation gelangt, wurde der Abflussbeiwert festgelegt.

## Rechtslage
Das Bundesverwaltungsgericht (BVerwG) hielt 1972 das Fehlen einer Niederschlagswassergebühr für unbedenklich, solange die Kosten für die Beseitigung des Abwassers geringfügig blieben. 1985 definierte das BVerwG Grundsätze, nach denen die Abwassergebühr gesplittet werden soll: Dies ist dann der Fall, wenn der Anteil der Kosten für die Beseitigung von Niederschlagswasser über 12 % an den Gesamtentwässerungskosten liegt. In den darauffolgenden Jahren übernahmen die Oberverwaltungsgerichte der Bundesländer diesen Grundsatz in ihre Rechtsprechung. Mehrere Verwaltungs- bzw. Oberverwaltungsgerichte erklärten Gebührensätze für nichtig, wenn die Kosten für die Beseitigung des Niederschlagwassers als nicht geringfügig eingestuft wurden.
Inzwischen hat sich die Rechtsprechung hinsichtlich der Kosten für die Niederschlagsbeseitigung grundsätzlich verändert. Nach Erkenntnissen des OVG von Nordrhein-Westfalen (9A 364804 vom 18. Dezember 2007) und der Verwaltungsgerichtshöfe von Baden-Württemberg und Hessen gibt es keine Einstufung nach Geringfügigkeit. Die Begründung liegt darin, dass kein Zusammenhang zwischen Benutzern und der Ableitung von Niederschlagswasser besteht; selbst bei Einfamilienhäusern ist der Unterschied (Anzahl der Bewohner zu der befestigten Fläche) so groß, dass es unmöglich ist, Vergleiche anzustellen. (Vergleiche auch BVerwG 9 B 19.08.)